# ريجنالد هو
ريجنالد هو (بالإنجليزية: Reginald Ho)‏ هو لاعب كرة قدم أمريكية أمريكي، ولد في عقد 1960 في كانيوهي ‏ في الولايات المتحدة.